# A morte de Danton
A morte de Danton (Dantons Tod), foi a primeira peça escrita, em 1835, por Georg Büchner, ambientada durante a Revolução Francesa.

## História
O objetivo dos poetas politicamente liberais desse período era que a literatura de uma existência fictícia se tornasse novamente um órgão eficaz para renovar a vida política e social. Eles se opunham aos românticos e contra a restauração da velha ordem anterior às Guerras Napoleônicas. Eles lutaram contra a convenção, o feudalismo e o absolutismo, fizeram campanha pela liberdade de expressão, pela emancipação do indivíduo, incluindo mulheres e judeus, e por uma constituição democrática.
Por muito tempo, nenhum teatro ousou encenar a peça e só estreou em 1902 - muito depois da morte de Büchner. Foi o que aconteceu a 5 de Janeiro, no Belle-Alliance-Theatre de Berlim, numa produção da Vereins Neue Freie Volksbühne.

## Resumo do enredo
A peça conta a história de Georges Danton, líder da Revolução Francesa, durante a calmaria entre o primeiro e o segundo terror. Georges Danton criou o escritório do Tribunal Revolucionário como um braço forte do Governo Revolucionário. Com isso, ser acusado de algo real ou imaginário era ser condenado à morte sem julgamento, provas, evidências ou testemunhas. Em poucos meses, ele sabia que esse poder era um erro terrível e lutou para que acabasse. Robespierreo deteve e usou o Tribunal para matar Danton e toda a oposição, consolidar seu poder e massacrar milhares de franceses, mulheres e crianças. Por fim, ele seguiu Danton até a guilhotina. Testemunhas descrevem Danton morrendo corajosamente consolando outros inocentes executados com ele.

### Segundo ato
Os amigos de Danton o pressionam para lutar ou fugir dos partidários de Robespierre, mas Danton não vê necessidade de fazê-lo e não acredita que a Convenção Nacional Francesa se atreva a agir contra ele. Danton confidencia a sua esposa Julie a culpa que sente pelos Massacres de setembro. Danton é preso e conduzido perante a Assembleia Nacional, que está dividida - sente que não tem escolha a não ser absolvê-lo. No entanto, Robespierre e Saint-Just invertem sua opinião.

### Terceiro ato
Os prisioneiros discutem a existência de Deus e da vida, e uma tentativa de provar que em Deus não existe falha. Os partidários de Danton são transferidos para a Conciergerie. Durante esse período, o tribunal revolucionário providenciou para que seu júri fosse composto por homens honestos e fiéis. Danton aparece com confiança perante o tribunal, impressionando o público com sua disposição para que a justiça seja feita. Vendo a simpatia dos ouvintes por Danton, o tribunal foi encerrado. Os membros do tribunal inventam um complô para mudar a opinião do público. Na segunda sessão do tribunal, as pessoas pararam de apoiar Danton, devido ao seu estilo de vida. O programa liberal de Danton é revelado como inaceitável para as massas.

### Quarto ato
Danton e seus apoiadores são condenados à morte. Danton e seu amigo Camille Desmoulins trocam pensamentos sobre a vida e a morte. A esposa de Danton, Julie, que prometeu ser fiel a ele além da morte, envenena-se em sua casa. As pessoas mostram-se curiosas e irônicas no caminho de Danton para o cadafalso. Quando Lucile Desmoulins vê seu marido Camille subir no cadafalso, ela enlouquece e decide morrer também, gritando "Viva o rei!" e assim garantindo sua própria sentença de morte.